# Weyprechtia heuglini
Weyprechtia heuglini is een vlokreeftensoort uit de familie van de Calliopiidae. De wetenschappelijke naam van de soort is voor het eerst geldig gepubliceerd in 1874 door Buchholz.